# Crenopharynx gracilis
Crenopharynx gracilis is een rondwormensoort uit de familie van de Phanodermatidae. De wetenschappelijke naam van de soort is voor het eerst geldig gepubliceerd in 1900 door Linstow.